# Port lotniczy Numea-Magenta
Port lotniczy Numea-Magenta (IATA: GEA, ICAO: NWWM) – krajowy port lotniczy położony 3 km na północny wschód od Numei, w Nowej Kaledonii.

## Linie lotnicze i połączenia
| Linia Lotnicza | Kierunek                                                                                |
| -------------- | --------------------------------------------------------------------------------------- |
| Air Calédonie  | 1. Île Art 2. Île des Pins 3. Kone 4. Koumac 5. Lifou 6. Mare 7. Ouvea 8. Tiga 9. Touho |